# Кралска дървесна жаба
Кралските дървесни жаби (Pseudacris regilla) са вид земноводни от семейство Дървесници (Hylidae).
Среща се в западните части на Северна Америка.
Таксонът е описан за пръв път от американския естественик Спенсър Фулъртън Бърд през 1852 година.